# Carl Björkman
Carl Björkman (1873 - 1948) fou un polític de les Illes Åland, Finlàndia. Fou el primer cap del Govern d'Åland.
Un cop es produí la declaració d'independència de Finlàndia el 1917, Björkman fou un dels primers a reclamar el retorn de les illes Åland a Suècia, cosa que provocà la Crisi d'Åland. Un cop va esclatar la crisi, Björkman, amb Julius Sundblom, fou arrestat per la policia finlandesa i passà uns dies a la presó, acusat d'alta traïció.
El 1922, Björkman esdedvingué el primer cap de govern (suec: Lantråd) del Landskapsstyrelsen (més tard dit Landskapsregeringen), branca executiva del govern d'Åland, constituïda d'acord amb la Llei d'Autonomia finlandesa del 1920 com a part de la solució de la crisi. Ocupà el càrrec de lantråd fins al 1938.